# Diòxid d'urani
El diòxid d'urani o òxid d'urani(IV) també conegut com a urania, uranil o UOX, és un òxid d'urani de fórmula química UO₂ que es presenta com una pols cristal·lina radioactiva negra en el mineral natural uraninita. Es fa servir com combustible nuclear en els reactors nuclears. Una mescla de diòxids d'urani i plutoni es fa servir com combustible MOX. Abans de 1960 el diòxid d'urani s'havia utilitzat com color negre i groc en ceràmica i vidres.

## Estructura
El sòlid és isoestructural amb la mateixa estructura que la fluorita (fluorur de calci). A més els diòxids de plutoni i neptuni tenen les mateixes estructures.

## Propietats químiques
El diòxid d'urani s'oxida en contacte amb oxigen a octaòxid de triurani.
3UO₂ + O₂ → U₃O₈ a 700 °C
La presència d'aigua causa l'augment de la taxa d'oxidació de l'urani metàl·lic.

## Obtenció
El diòxid d'urani es produeix reduint el triòxid d'urani amb hidrogen.
UO₃ + H₂ → UO₂ + H₂O a 700 °C (970 K)
Aquesta reacció es fa servir en el reprocessament del combustible nuclear i l'enriquiment d'urani per a alguns combustibles nuclears.

## Usos
El diòxid d'urani es fa servir principalment com a combustible nuclear de reactors nuclears, específicament com UO₂ o bé en una mescla de UO₂ (amb urani empobrit) i PuO₂ (diòxid de plutoni) anomenada MOX. La corrosió galvànica del diòxid d'urani controla la taxa amb què es dissol el combustible nuclear.

## Toxicitat
El diòxid d'urani se sap que s'absorbeix per fagocitosi en els pulmons. És radiotòxic.